# 72丁目駅 (IND8番街線)
72丁目駅（72ちょうめえき、英語: 72nd Street）は、ニューヨーク市地下鉄IND8番街線の駅である。マンハッタン区アッパー・ウエスト・サイドの72丁目とセントラル・パーク・ウエストの交差点に位置し、A系統が深夜のみ、B系統が平日23時まで、C系統が深夜を除く終日停車する。

## 駅構造
| G  | 地上階                     | 出入口 |
| B1 | 北行急行線                 | ← 通過 |
| B1 | 北行緩行線                 | ← 深夜帯：インウッド-207丁目駅行き（81丁目-自然史博物館駅） ← 平日：ベッドフォード・パーク・ブールバード駅行き、145丁目駅行き（81丁目-自然史博物館駅） ← 168丁目駅行き（81丁目-自然史博物館駅）        |
| B1 | 単式ホーム、左側ドアが開く | |
| B1 | 改札階                     | 改札、駅員詰所、メトロカード自動券売機 |
| B2 | 南行急行線                 | → 通過 → |
| B2 | 南行緩行線                 | → 深夜帯：モット・アベニュー駅行き（59丁目-コロンバス・サークル駅）→ 平日：ブライトン・ビーチ駅行き（59丁目-コロンバス・サークル駅）→ ユークリッド・アベニュー駅行き（59丁目-コロンバス・サークル駅）→ |
| B2 | 単式ホーム、右側ドアが開く | |

この駅は1932年9月10日に開業、2層式で上層階を北行緩行・急行線が、下層階を南行緩行・急行線が通過しており両緩行線の西側に単式ホームがある。
ホーム壁面には暗い青地に白のサンセリフ体で「72ND ST.」と書かれた駅名標があり、周りを黒で囲んでいる。また、黒地に白で「72」と書かれた小さな物がホーム上の青い柱に掲げられている。壁面の駅名標の下には出口の方向を示す標もある。
2015年 - 2019年のMTAキャピタルプランにおいてこの駅は他のニューヨーク市地下鉄の30駅と共に駅改良工事第一段階の一環として駅構造の完全な見直しを受け、2018年5月7日から10月4日まで改装を行った。改良内容は携帯電話サービスやWi-Fi、USB充電所、対話サービス勧告や地図の設置などである。ニューヨークシティ・トランジット・オーソリティは2017年6月1日に86丁目駅、カテドラル・パークウェイ-110丁目駅、163丁目-アムステルダム・アベニュー駅と当駅における改良工事の要求を許可、MTAの取締役会は2017年10月にECCO III Enterprises社と11億1000万ドルの契約を結んだ。
アートワークは小野洋子による"Sky"がホームに展示されている。

### 出口
この駅の改札口は上層ホームと同じ階にあり、最も主要な改札口は駅の北端にある。回転式改札機ときっぷ売り場、通りへの2つの階段があり、72丁目とセントラル・パーク・ウエストの交差点北西と南西へ繋がる。ダコタ・ハウスに出る北西の階段は石造りである。
また、駅の南端には西70丁目とセントラル・パーク・ウエストの交差点南西への階段に繋がる改札口があり、こちらは以前閉鎖されていたが現在は使用が再開されている。
また、以前には駅の中心に71丁目へ出る改札口があった。この改札口の痕跡としては下層階にあるフェンスで閉鎖された階段と上層階のこの階段の出る位置の真新しい床面タイルがある。

## テレビ
アメリカの子供向け番組ブルーズ・クルーズ内の「Shape Searchers」のコーナーで、子供達が図形を探すためにメールを利用している部分に当駅の入口が映っている。